# کایزراشتول ۱۰۹۴۷
سیارک ۱۰۹۴۷ (به انگلیسی: 10947 Kaiserstuhl، نامگذاری:2061P-L) ده هزار و نهصد و چهل و هفتمین سیارک کشف شده‌است که در ۲۴ سپتامبر ۱۹۶۰ کشف شد.